# 대한민국 민법 제651조
대한민국 민법 제651조는 임대차의 의의에 대한 민법조문이었다. 이 조항이 2013년 헌법재판소에서 위헌 판결을 받아 2016년 1월 6일부로 삭제되었다.

## 조문
제651조 삭제 <2016.1.6>
[2016.1.6 법률 제13710호에 의하여 2013.12.26 헌법재판소에서 위헌결정 된 이 조를 삭제함.]

## 참고 문헌
- 오현수, 일본민법, 진원사, 2014. ISBN 9788963463452
- 오세경, 대법전, 법전출판사 , 2014 ISBN 9788926210277
- 이준현 , LOGOS 민법 조문판례집, 미래가치, 2015. ISBN 9791155020869

## 같이 보기
- 임대차